# Słobity-Stacja
Słobity-Stacja – osada w Polsce, położona w województwie warmińsko-mazurskim, w powiecie braniewskim, w gminie Wilczęta.
Do 2005 r. – Słobity, przysiółek.
W latach 1975–1998 miejscowość administracyjnie należała do województwa elbląskiego.